# Louisiana Hayride
De Louisiana Hayride is een van de bekendste countrymuziekprogramma's bij de radio van de Verenigde Staten sinds 1948. Ze wordt uitgezonden vanuit het Municipal Auditorium in Shreveport en werd tijdens de jaren 1950 slechts in populariteit overtroffen door de Grand Ole Opry. De bijnaam van de Hayride is Cradle of the Stars, aangezien de show voor vele artiesten een opstap was naar een verdere carrière.

## Geschiedenis
In april 1948 ging de Louisiana Hayride officieel op uitzending. De zaterdagavond-show werd in het leven geroepen door Henry Clay en Dean Upson, die behoorden bij het management van de zender KWKH Shreveport. Vanaf 1948 werd wekelijks uitgezonden. De ontvangst beperkte zich vooralsnog tot de staat Louisiana en de aangrenzende staten. Vanaf 1954 werden ook via het AFN-net 30 minuten durende opnamen uitgezonden naar overzeese gebieden. Via het CBS-net werd geheel Noord-Amerika bereikt.
Tot de eerste sterren behoorden Hank Williams sr. en Kitty Wells. Vanaf 1954 was Elvis Presley voor 18 maanden ensemblelid, nadat hij niet slaagde bij de Grand Ole Opry. Tijdens zijn laatste optreden in december 1956 kwam het tot een massahysterie onder de voornamelijk vrouwelijke fans, de presentator Horace Lee Logan probeerde te sussen met de mededeling "Elvis has left the building".
De Louisiana Hayride stond altijd in de schaduw van de Grand Ole Opry, maar diende vooral als opstapje voor ambitieuze talenten, maar bood ook aan gevestigde muzikanten, die het strenge regime van de Grand Ole Opry wilden ontlopen, de gelegenheid om op te treden.
Na het vertrek van Presley beleefde de show een geleidelijke achteruitgang. Kortstondig werden uitsluitend bandopnamen van oude uitzendingen afgespeeld. De KWKH-zender trok zich terug en in 1969 werden de uitzendingen definitief stilgelegd. David Kent nam in 1975 de naamrechten over en herstelde de Hayride tussen 1973 en 1987 weer in ere. In een ander gebouw werd de show met een gereduceerd sterrenaanbod voortgezet. Vanaf 1984 werd ze bovendien uitgezonden op de televisie. Drie jaar later verhuisde men weer naar het Municipal Auditorium. De successen uit de periode 1948 tot 1960 kon men echter niet meer evenaren en men legde de shows weer stil. Momenteel bestaan er plannen om het Municipal Auditorium te restaureren en de Hayride daar weer op te starten.

## Gasten en leden
| - Faron Young - Webb Pierce - Sheb Wooley - Sonny James - Rose Maddox - Jimmy C. Newman - Hank Snow - Elvis Presley - Jim Reeves - Hank Williams - Merle Kilgore - Jack Anglin - George Jones - Lefty Frizzell - Carl Perkins - Sleepy LaBeef - Warren Smith - The Stanley Brothers - Billy Wallace | - Bob Luman - Jimmy and Johnny - Jimmy Lee Fautheree - 'Country' Johnny Mathis - Johnny Horton - Johnny Cash - Slim Whitman - Eddie Bond - Patsy Montana - Charlie Monroe - Tommy Tomlinson - Elton Britt - Texas Ruby - Red Sovine - Nat Stuckey - Werly Fairburn - Tibby Edwards - Arlie Duff - Chuck Mayfield |